# Bing Dwen Dwen et Shuey Rhon Rhon

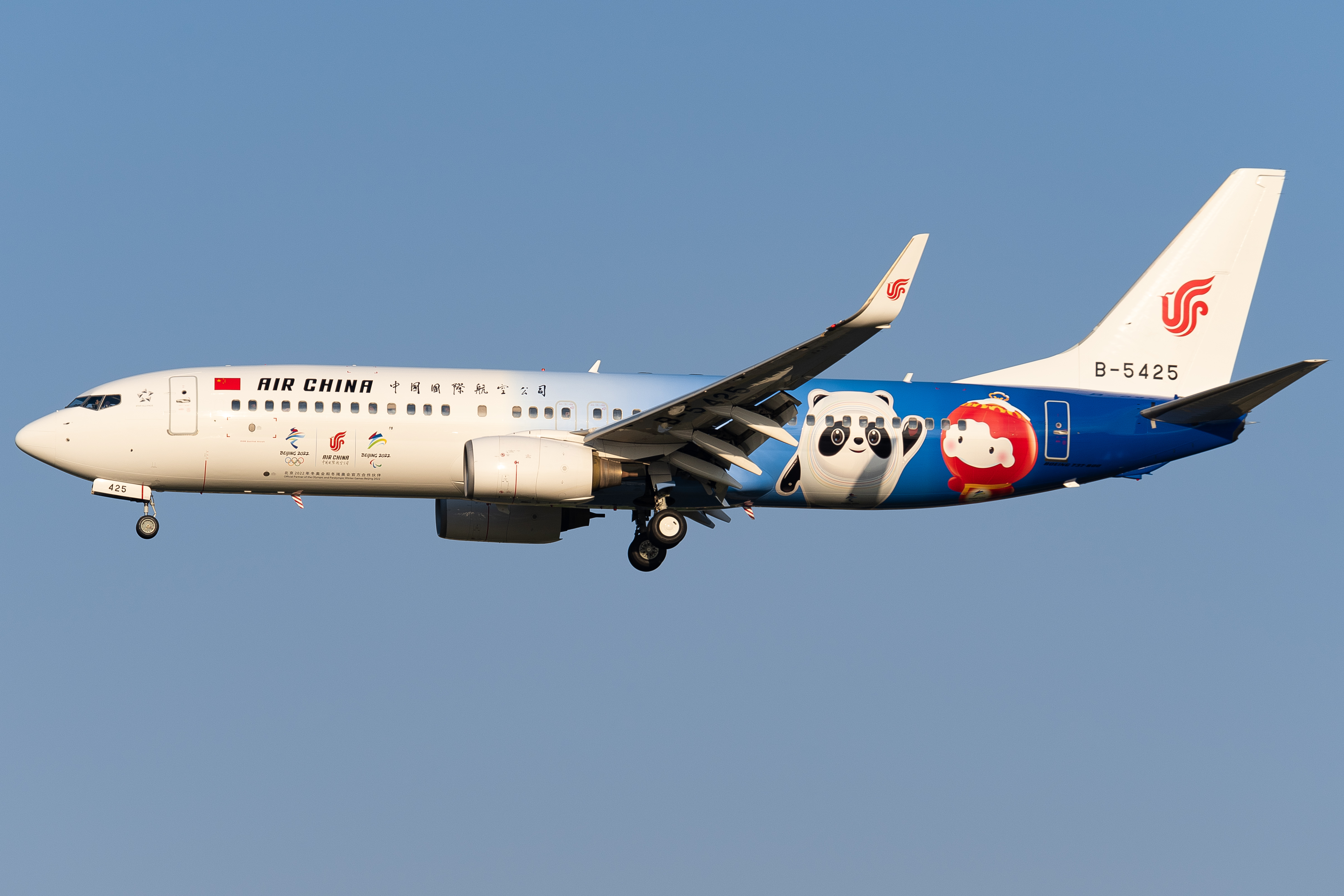
Avion de la compagnie Air China à Chengdu,aux couleurs des Jeux olympiques d'hiver de 2022.

Bing Dwen Dwen (chinois : 冰墩墩 ; pinyin : Bīng Dūn Dūn) et Shuey Rhon Rhon (chinois : 雪容融 ; pinyin : Xuě Róng Róng) sont respectivement les mascottes des Jeux olympiques et paralympiques de Pékin 2022. Les deux mascottes ne représentent pas la même chose puisque la première est un panda alors que la deuxième est une Lanterne chinoise.
Le comité d'organisation de Beijing 2022 a reçu plus de 5 800 dessins de mascottes de Chine et de 35 pays du monde entier dans le cadre d'un concours mondial de design. Les projets ont été examinés par des experts chinois et étrangers, et les sélections finales ont été effectuées par des équipes de l'Académie des Beaux-Arts de Guangzhou et de l'Université de Jilin des arts.
La paire de mascottes gagnantes a été dévoilée le 17 septembre 2019.

## Bing Dwen Dwen
La mascotte des Jeux Olympiques d’hiver de Beijing 2022, Bing Dwen Dwen, est un panda animé qui incarne l’esprit olympique et la culture de Pékin. Voici quelques détails sur cette mascotte adorable :
Signification des noms : En mandarin (la langue officielle de la Chine), « Bing » a diverses significations, mais la plus courante est celle de la glace. Le mot symbolise également la pureté et la force.« Dwen Dwen » signifie robuste et vivant, et renvoie également aux enfants. Ensemble, ces noms représentent la force, la volonté des athlètes et la joie de vivre des enfants.
Apparence : Bing Dwen Dwen porte une « coquille » de glace sur tout le corps, qui ressemble à une combinaison d’astronaute. Cela rend hommage à l’adoption des nouvelles technologies pour un avenir aux possibilités infinies. La coquille permet au panda de patiner, de faire du snowboard et de skier aux côtés des athlètes olympiques. Les couleurs vives du halo autour de son visage représentent les dernières technologies de pointe utilisées sur les pistes de glace et de neige des Jeux. Le cœur dessiné sur sa paume gauche symbolise l’hospitalité de la Chine envers les athlètes et les spectateurs des Jeux Olympiques d’hiver.

## Shuey Rhon Rhon
Shuey Rhon Rhon est la mascotte des Jeux Paralympiques d’Hiver de Beijing 2022. Elle représente un enfant chinois sous la forme d’une lanterne traditionnelle. Voici quelques détails sur cette mascotte :
Design : Shuey Rhon Rhon est un enfant joufflu, semblable à une lanterne chinoise traditionnelle. Il porte une couronne et a une tache de neige sur la tête, symbolisant la chance. Son visage est orné de motifs de papier découpé. Son corps émet de la lumière vers l’extérieur.
Signification du nom : Le nom “Shuey” a la même prononciation que le caractère chinois pour “neige”. Le premier “Rhon” dans le nom signifie “inclure, tolérer”, tandis que le deuxième “Rhon” signifie “fondre, fusionner” et “chaleur”. Le nom exprime le souhait d’une plus grande inclusion pour les personnes handicapées et d’un meilleur dialogue et compréhension entre les cultures du monde.
Symbolisme : La lanterne chinoise est un symbole culturel millénaire associé à la récolte, à la célébration, à la prospérité et à la luminosité. Le rouge, couleur festive et porte-bonheur en Chine, est particulièrement approprié car les Jeux coïncident avec les célébrations du Nouvel An chinois en février et mars 2022.
Comme son homologue olympique, Bing Dwen Dwen, Shuey Rhon Rhon a conquis les cœurs des athlètes et des spectateurs. Saviez-vous que Bing Dwen Dwen est la mascotte officielle des Jeux Olympiques d’Hiver de 2022 ?